# Karakas András
Karakas András (Budapest, 1948. november 24. – Budapest, 2008. augusztus 7.) grafikus.

## Élete
Művészeti tanulmányait először a Magyar Képzőművészeti Főiskolán végezte 1970 és 1971 között. Itt Barcsay Jenő volt a mestere. 1971-től a frankfurti Állami Képzőművészeti Főiskola (Städelschule) tanítványa, ahol mesterei: Johannes Geyger, Raimer Jochims, Thomas Bayrle voltak. 1976-ban a főiskola tanárává nevezték ki. 1985-től ismét Magyarországon élt.

## Művei
Fontosabb szépirodalmi illusztrációi:
- Csehov: Die Dame mit dem Hundchen (Frankfurt, 1974)
- Gogol: Der Mantel (Frankfurt, 1975)
- Faludy György: Erotikus versek (Budapest, 1992)
- Csodálatos dr. Lecter (tusrajzsorozat, 1996-tól)

## Díjai
- 1973 Németország 30 legszebb könyve díj
- 1993 Eötvös Alapítvány Művészeti díja
- 1993 Ecce Homo Grafikai díj

## Kiállítások

### Egyéni
- 1967 Budapest, Újpest, Mini Galéria
- 1974 Frankfurt, Galerie Daberkow
- 1975 Frankfurt, Galerie Puth
- 1993 Kecskemét, E Galéria (Molnár Iscsu Istvánnal)
- 1995 Kecskemét, Kecskeméti Képtár (Molnár Péterrel)
- 1999 Győr, Xantus János Múzeum
- 1999 Vác • Arcus Galéria[2]

### Csoportos
- 1974 Weisbaden, Weisbadener Landesmuseum
- 1975 Frankfurt, Galerie Vonderbank
- 1975 New York, Gallery Geierhaas
- 1978 Kronberg, G. Satyra
- 1982 Budapest, Műcsarnok -  Tisztelet a szülőföldnek. Külföldön élő magyar származású művészek II. kiállítása
- 1994 Salgótarján, VII. Országos Rajzbiennálé
- 1995 Kecskemét, Téli Tárlat
- 1995 Szeged, Nyári Tárlat
- 1995 Esztergom, Balassa Bálint Múzeum, II. Országos Pasztell Biennálé
- 1996 Salgótarján, VIII. Országos Rajzbiennálé
- 1997 Budapest, Műcsarnok, Magyar Szalon '97
- 1998 Budapest, Nádor Galéria, Belső rajz[2]

### Közgyűjteményben
- Győr, Xantus János Múzeum[2]

## Külső hivatkozások
- NC - NemethCollection.hu[halott link]